# Mesabolivar banksi
Mesabolivar banksi là một loài nhện trong họ Pholcidae. Loài này được phát hiện ở Brasil.